# Drúedain
En el universo imaginario del escritor J. R. R. Tolkien, los drúedain, conocidos también como woses y hombres púkel, son una atípica raza de hombres, que en la historia de la Tierra Media y en especial de Beleriand, aparecen casi siempre asociados a la Casa de Haleth, porque es con ésta que llegaron allí, asentándose en su mayoría en el Bosque de Brethil.
Como los otros hombres también despertaron en Hildorien e iniciaron la marcha hacia el Oeste para liberarse de la sombra de Morgoth, pero siguieron un camino distinto a las otras casas de los edain.
Se llamaban a sí mismos el pueblo Drûg o Drughu, cuyo significado es incierto, pero los elfos de Beleriand lo adaptaron al sindarin bajo la forma drû (plural drúin y drúath) y le asociaron al nombre el apelativo edain, pues no solo consideraron su aversión al Mal y a los orcos, sino que los conocieron en las mismas tierras que los otros pueblos edaínicos y prestaron gran servicio a las Guerras de Beleriand.
El elemento que los diferencia de los otros hombres, incluso los hobbits, es que tenían baja estatura (un poco más altos que los hobbits), pero muy anchos de espalda y piernas cortas y gruesas; sus caras eran anchas con cejas gruesas, narices chatas y ojos de profundo color negro y muy hundidos en su cara. Eran lampiños (salvo algunos jefes como Ghân-buri-Ghân) y unos pocos y largos pelos salían de sus grandes cabezas. Pero quizá una de sus características más sobresalientes eran que podían permanecer inmóviles, sentados en cuclillas en el bosque, durante mucho tiempo sin que un viajero pudiera definir si se trataba de una estatua o de un ser viviente. No vivían junto a la Casa de Haleth, sino en familias o grupos de familias aisladas.

## El viaje de los drúedain en la Primera Edad
Los drúedain siguieron un patrón migratorio distinto a los otros Edain. Se cree que venían por el sur de Mordor, pero en vez de seguir al Harad, subieron por Ithilien, y en Cair Andros cruzaron el río Anduin, asentándose en los bosques y en las laderas septentrionales de las Montañas Blancas. Allí recibieron a los hombres de la Casa de Haleth, que habían cruzado el Anduin más al norte. Pronto, muchos fueron expulsados de esas tierras por otro grupo de hombres conocidos como los «hombres de la Sombra» y siguieron su camino junto a los haladim hacia el Norte para cruzar las Ered Luin y penetrar en Beleriand. Los drûg que se quedaron se refugiaron en los bosques de Anórien, en el Cabo de Andrast o en la desembocadura del Agua Gris. 

### En Beleriand
Cuando las ramas migrantes de los drúedain y las del pueblo de Haleth, siguieron al norte, lo hicieron por el paso de Rohan, entre las Montañas Blancas y las Montañas Nubladas. Mientras una parte de la Casa de Haleth se quedaba en las tierras que luego serían las tierras de Bree, otra parte, junto a los drúedain, siguieron su rumbo al noroeste hasta encontrarse con las Montañas Azules.
Traspuestas estas, junto al pueblo de Haleth se asentaron en Thargelion, en las tierras de Caranthir. Tras un ataque de los orcos de Morgoth, el pueblo de Haleth y los drúedain se trasladaron a Estolad junto a los demás Edain, pero vivieron como un pueblo aparte sin relación con los otros pueblos. Más tarde la misma Haleth decidió abandonar ese lugar y se dirigió al bosque de Brethil, donde vivió con la condición de vigilar y proteger los cruces del Teiglin. Los drúedain les siguieron por todo este derrotero y se asentaron junto a ellos en Brethil.

## Los drúedain en la Segunda Edad
Se dice que tras la desaparición de Beleriand los Valar le ofrecieron al pueblo drû, al igual que a otros hombres, a ir a vivir a la isla de Númenor, pero la gran mayoría se negó pues le tenía miedo al Mar y partieron hacia el este en busca de los miembros de su pueblo que habían quedado atrás en la gran marcha. Otros, pocos, sí habitaron la isla, pero cuando presintieron la tragedia que iba a sumir a la isla la abandonaron antes que los Elendili.
El resto de los drúedain habitaban en la Tierra Media, en las laderas septentrionales de las Montañas Blancas, en el cabo de Andrast y en la desembocadura del Agua Gris. La llegada de los Númenóreanos y su posterior colonización de las costas de Enedwaith y Minhiriath supuso un nuevo contacto entre estos y los drúedain que habitaban la desembocadura del Gwathló. Pero como el pueblo drû que allí vivía era terriblemente desconfiado, evitaron cuanto pudieron el contacto (como lo muestra la «Historia de Tar Elmar»). Cuando la gran devastación de los Bosques del río Gwathló ocurrió, este pueblo debió refugiarse en Drúwaith Iaur, el viejo territorio púkel, adonde nunca llegaron los Númenóreanos.
En cuanto al resto del pueblo que moró en las Montañas Blancas, estos sobrevivieron en dos enclaves: el bosque de Drúadan en Anórien y en El Sagrario, a pesar de la permanente hostilidad de los hombres medios contra estos.

## En la Tercera Edad
Los drúedain reaparecen en las historias de J. R. R. Tolkien sobre la Tercera Edad al final de la misma, cuando en la guerra que se narra en El Señor de los Anillos el gran jefe wose Ghân-buri-Ghân, que habitaba en el bosque de Drúadan, auxilió al ejército de los Rohirrim, evitándoles el paso por la carretera Norte-Sur y guiándolos por el paso llamado «El Pedregal de las Carretas», que cruzaba el bosque, para evitar una batalla contra los orcos que controlaban Anórien.
En los Cuentos inconclusos, Tolkien demuestra que había muchos Drúedain que sobrevivieron en el viejo yermo púkel, ya que narra cómo las fuerzas de Saruman que fueron rechazadas en la Primera Batalla de los Vados del Isen y los sobrevivientes de la Batalla de Cuernavilla huyeron hacia el Sur siguiendo el río Isen y al llegar al viejo yermo púkel fueron atacados y destruidos por los drúedain, «que salieron de las cuevas en las que vivían en esas regiones», emparentados por la lengua con los drúedain de Anórien.
En cuanto a los hombres púkel de El Sagrario no se sabe cuándo desaparecieron del lugar, aunque es probable que con la expansión militar de Gondor en los primeros siglos de la Tercera Edad estos fueran expulsados de ese territorio o dominados. También su extinción pudo deberse a los ataques de los dunlendinos o a la limpieza étnica que, según algunos, realizaron los Rohirrim después del reinado de Helm Manomartillo. En la Guerra del Anillo, sólo quedaban las impresionantes estatuas que Merry vio en El Sagrario:

En cada curva del camino había grandes piedras erguidas talladas a imagen de hombres, enormes y de torpes miembros, en cuclillas, con las piernas cruzadas y los gruesos brazos sobre el vientre. Algunas con el desgaste de los años habían perdido todos los rasgos salvo los oscuros agujeros que tenían por ojos, que miraban todavía con triste fijeza a los viajeros.
J. R. R. Tolkien, El retorno del Rey - capítulo III